# UEFA Champions League 2020-2021 (fase a eliminazione diretta)
La fase a eliminazione diretta della UEFA Champions League 2020-2021 si è disputata tra il 16 febbraio 2021 e il 29 maggio 2021. Hanno partecipato a questa fase della competizione 16 club: le due semifinaliste vincenti si sono sfidate nella finale di Porto (Portogallo).

## Date
Tutti i sorteggi vengono effettuati nel quartier generale dell'UEFA a Nyon (Svizzera).
| Turno            | Sorteggio                       | Andata                                       | Ritorno                                      |
| ---------------- | ------------------------------- | -------------------------------------------- | -------------------------------------------- |
| Ottavi di finale | 14 dicembre 2020, ore 12:00 CET | 16-17 e 23-24 febbraio 2021                  | 9-10 marzo e 16-17 marzo 2021                |
| Quarti di finale | 19 marzo 2021, ore 12:00 CET    | 6-7 aprile 2021                              | 13-14 aprile 2021                            |
| Semifinali       | 19 marzo 2021, ore 12:00 CET    | 27-28 aprile 2021                            | 4-5 maggio 2021                              |
| Finale           | 19 marzo 2021, ore 12:00 CET    | 29 maggio 2021 allo Stadio do Dragão (Porto) | 29 maggio 2021 allo Stadio do Dragão (Porto) |

## Formato
Partecipano alla fase a eliminazione diretta i 16 club che si sono classificati al primo o al secondo posto nei rispettivi gruppi della fase a gironi della UEFA Champions League.
Ogni turno della fase a eliminazione diretta, eccetto la finale, viene disputato in gara doppia (andata e ritorno), in modo che ogni squadra possa giocare una gara in casa. Si qualifica al turno successivo la squadra che nel computo totale realizza più gol. Se il risultato complessivo è di parità, viene applicata la regola dei gol in trasferta, grazie alla quale si qualifica la squadra che ha realizzato più reti fuori casa. Se permane la parità anche in questo caso, si disputano due tempi supplementari della durata totale di 30 minuti. La regola dei gol in trasferta viene nuovamente applicata dopo i tempi supplementari (vale a dire che, se il punteggio cambia durante i tempi supplementari e il risultato complessivo tra andata e ritorno è ancora di parità, si qualifica al turno successivo la squadra ospite in virtù del maggior numero di gol realizzati in trasferta). Se non viene realizzata alcuna rete nei tempi supplementari, il passaggio del turno viene deciso dai tiri di rigore. Nella finale, giocata in gara secca, se al termine dei tempi regolamentari il punteggio è di parità, si procede con la disputa dei tempi supplementari seguiti, eventualmente, dai tiri di rigore.
Il meccanismo dei sorteggi per ogni turno è il seguente:
- nel sorteggio per gli ottavi di finale, sono "teste di serie" le 8 squadre vincitrici dei gironi di UEFA Champions League, mentre non sono "teste di serie" le 8 seconde di ciascun gruppo. Ogni club della prima fascia ("teste di serie") viene sorteggiato con uno della seconda fascia ("non teste di serie") e ha il diritto di giocare in casa la gara di ritorno. Agli ottavi di finale non possono incontrarsi squadre provenienti dalla stessa federazione o dallo stesso girone di UEFA Champions League;
- a partire dal sorteggio per i quarti di finale in poi, non vi è più alcuna restrizione e possono incontrarsi tra loro anche club della stessa federazione.

## Squadre
| Legenda                                         |
| ----------------------------------------------- |
| Finalisti della UEFA Champions League 2020-2021 |
| Semifinalisti                                   |
| Eliminati ai quarti di finale                   |
| Eliminati agli ottavi di finale                 |

| Squadre             | Coeff   |
| ------------------- | ------- |
| Bayern Monaco       | 136.000 |
| Real Madrid         | 134.000 |
| Barcellona          | 128.000 |
| Atlético Madrid     | 127.000 |
| Juventus            | 117.000 |
| Manchester City     | 116.000 |
| Paris Saint-Germain | 113.000 |
| Siviglia            | 102.000 |

| Squadre             | Coeff  |
| ------------------- | ------ |
| Liverpool           | 99.000 |
| Borussia Dortmund   | 85.000 |
| Chelsea             | 83.000 |
| Porto               | 75.000 |
| RB Lipsia           | 49.000 |
| Lazio               | 41.000 |
| Atalanta            | 33.500 |
| Borussia M'gladbach | 26.000 |

## Tabellone
|  | Ottavi di finale    | Ottavi di finale          | Ottavi di finale | Ottavi di finale |   |                 | Quarti di finale | Quarti di finale | Quarti di finale | Quarti di finale |  |                     | Semifinali | Semifinali | Semifinali | Semifinali |                 |   | Finale | Finale |
|  |                     |                           |                  |                  |   |                 |                  |                  |                  |                  |  |                     |            |            |            |            |                 |   |        |        |
|  | Lazio               | 1                         | 1                | 2                |   |                 |                  |                  |                  |                  |  |                     |            |            |            |            |                 |   |        |        |
|  | Bayern Monaco       | 4                         | 2                | 6                |   |                 |                  |                  |                  |                  |  |                     |            |            |            |            |                 |   |        |        |
|  | Bayern Monaco       | 4                         | 2                | 6                |   | Bayern Monaco   | 2                | 1                | 3                |                  |  |                     |            |            |            |            |                 |   |        |        |
|  |                     |                           |                  |                  |   | Bayern Monaco   | 2                | 1                | 3                |                  |  |                     |            |            |            |            |                 |   |        |        |
|  |                     | Paris Saint-Germain (gfc) | 3                | 0                | 3 |                 |                  |                  |                  |                  |  |                     |            |            |            |            |                 |   |        |        |
|  | Barcellona          | Paris Saint-Germain (gfc) | 3                | 0                | 3 | 1               | 1                | 2                |                  |                  |  |                     |            |            |            |            |                 |   |        |        |
|  | Barcellona          |                           |                  |                  |   | 1               | 1                | 2                |                  |                  |  |                     |            |            |            |            |                 |   |        |        |
|  | Paris Saint-Germain | 4                         | 1                | 5                |   |                 |                  |                  |                  |                  |  |                     |            |            |            |            |                 |   |        |        |
|  | Paris Saint-Germain | 4                         | 1                | 5                |   |                 |                  |                  |                  |                  |  | Paris Saint-Germain | 1          | 0          | 1          |            |                 |   |        |        |
|  |                     |                           |                  |                  |   |                 |                  |                  |                  |                  |  | Paris Saint-Germain | 1          | 0          | 1          |            |                 |   |        |        |
|  |                     | Manchester City           | 2                | 2                | 4 |                 |                  |                  |                  |                  |  |                     |            |            |            |            |                 |   |        |        |
|  | Borussia M'gladbach | Manchester City           | 2                | 2                | 4 | 0               | 0                | 0                |                  |                  |  |                     |            |            |            |            |                 |   |        |        |
|  | Borussia M'gladbach |                           |                  |                  |   | 0               | 0                | 0                |                  |                  |  |                     |            |            |            |            |                 |   |        |        |
|  | Manchester City     | 2                         | 2                | 4                |   |                 |                  |                  |                  |                  |  |                     |            |            |            |            |                 |   |        |        |
|  | Manchester City     | 2                         | 2                | 4                |   | Manchester City | 2                | 2                | 4                |                  |  |                     |            |            |            |            |                 |   |        |        |
|  |                     |                           |                  |                  |   | Manchester City | 2                | 2                | 4                |                  |  |                     |            |            |            |            |                 |   |        |        |
|  |                     | Borussia Dortmund         | 1                | 1                | 2 |                 |                  |                  |                  |                  |  |                     |            |            |            |            |                 |   |        |        |
|  | Siviglia            | Borussia Dortmund         | 1                | 1                | 2 | 2               | 2                | 4                |                  |                  |  |                     |            |            |            |            |                 |   |        |        |
|  | Siviglia            |                           |                  |                  |   | 2               | 2                | 4                |                  |                  |  |                     |            |            |            |            |                 |   |        |        |
|  | Borussia Dortmund   | 3                         | 2                | 5                |   |                 |                  |                  |                  |                  |  |                     |            |            |            |            |                 |   |        |        |
|  | Borussia Dortmund   | 3                         | 2                | 5                |   |                 |                  |                  |                  |                  |  |                     |            |            |            |            | Manchester City | 0 |        |        |
|  |                     |                           |                  |                  |   |                 |                  |                  |                  |                  |  |                     |            |            |            |            |                 | 0 |        |        |
|  |                     | Chelsea                   | 1                |                  |   |                 |                  |                  |                  |                  |  |                     |            |            |            |            |                 |   |        |        |
|  | Atalanta            | Chelsea                   | 1                | 0                | 1 | 1               |                  |                  |                  |                  |  |                     |            |            |            |            |                 |   |        |        |
|  | Atalanta            |                           |                  | 0                | 1 | 1               |                  |                  |                  |                  |  |                     |            |            |            |            |                 |   |        |        |
|  | Real Madrid         | 1                         | 3                | 4                |   |                 |                  |                  |                  |                  |  |                     |            |            |            |            |                 |   |        |        |
|  | Real Madrid         | 1                         | 3                | 4                |   | Real Madrid     | 3                | 0                | 3                |                  |  |                     |            |            |            |            |                 |   |        |        |
|  |                     |                           |                  |                  |   | Real Madrid     | 3                | 0                | 3                |                  |  |                     |            |            |            |            |                 |   |        |        |
|  |                     | Liverpool                 | 1                | 0                | 1 |                 |                  |                  |                  |                  |  |                     |            |            |            |            |                 |   |        |        |
|  | RB Lipsia           | Liverpool                 | 1                | 0                | 1 | 0               | 0                | 0                |                  |                  |  |                     |            |            |            |            |                 |   |        |        |
|  | RB Lipsia           |                           |                  |                  |   | 0               | 0                | 0                |                  |                  |  |                     |            |            |            |            |                 |   |        |        |
|  | Liverpool           | 2                         | 2                | 4                |   |                 |                  |                  |                  |                  |  |                     |            |            |            |            |                 |   |        |        |
|  | Liverpool           | 2                         | 2                | 4                |   |                 |                  |                  |                  |                  |  | Real Madrid         | 1          | 0          | 1          |            |                 |   |        |        |
|  |                     |                           |                  |                  |   |                 |                  |                  |                  |                  |  | Real Madrid         | 1          | 0          | 1          |            |                 |   |        |        |
|  |                     | Chelsea                   | 1                | 2                | 3 |                 |                  |                  |                  |                  |  |                     |            |            |            |            |                 |   |        |        |
|  | Porto (dts), (gfc)  | Chelsea                   | 1                | 2                | 3 | 2               | 2                | 4                |                  |                  |  |                     |            |            |            |            |                 |   |        |        |
|  | Porto (dts), (gfc)  |                           |                  |                  |   | 2               | 2                | 4                |                  |                  |  |                     |            |            |            |            |                 |   |        |        |
|  | Juventus            | 1                         | 3                | 4                |   |                 |                  |                  |                  |                  |  |                     |            |            |            |            |                 |   |        |        |
|  | Juventus            | 1                         | 3                | 4                |   | Porto           | 0                | 1                | 1                |                  |  |                     |            |            |            |            |                 |   |        |        |
|  |                     |                           |                  |                  |   | Porto           | 0                | 1                | 1                |                  |  |                     |            |            |            |            |                 |   |        |        |
|  |                     | Chelsea                   | 2                | 0                | 2 |                 |                  |                  |                  |                  |  |                     |            |            |            |            |                 |   |        |        |
|  | Atlético Madrid     | Chelsea                   | 2                | 0                | 2 | 0               | 0                | 0                |                  |                  |  |                     |            |            |            |            |                 |   |        |        |
|  | Atlético Madrid     |                           |                  |                  |   | 0               | 0                | 0                |                  |                  |  |                     |            |            |            |            |                 |   |        |        |
|  | Chelsea             | 1                         | 2                | 3                |   |                 |                  |                  |                  |                  |  |                     |            |            |            |            |                 |   |        |        |

## Partite

### Ottavi di finale

#### Sorteggio
| Gruppo | Testa di serie      | Non testa di serie  |
| ------ | ------------------- | ------------------- |
| A      | Bayern Monaco       | Atlético Madrid     |
| B      | Real Madrid         | Borussia M'gladbach |
| C      | Manchester City     | Porto               |
| D      | Liverpool           | Atalanta            |
| E      | Chelsea             | Siviglia            |
| F      | Borussia Dortmund   | Lazio               |
| G      | Juventus            | Barcellona          |
| H      | Paris Saint-Germain | RB Lipsia           |

#### Risultati
| Squadra 1           | Totale      | Squadra 2           | Andata | Ritorno     |
| ------------------- | ----------- | ------------------- | ------ | ----------- |
| Borussia M'gladbach | 0 - 4       | Manchester City     | 0 - 2  | 0 - 2       |
| Lazio               | 2 - 6       | Bayern Monaco       | 1 - 4  | 1 - 2       |
| Atlético Madrid     | 0 - 3       | Chelsea             | 0 - 1  | 0 - 2       |
| RB Lipsia           | 0 - 4       | Liverpool           | 0 - 2  | 0 - 2       |
| Porto               | 4 - 4 (gfc) | Juventus            | 2 - 1  | 2 - 3 (dts) |
| Barcellona          | 2 - 5       | Paris Saint-Germain | 1 - 4  | 1 - 1       |
| Siviglia            | 4 - 5       | Borussia Dortmund   | 2 - 3  | 2 - 2       |
| Atalanta            | 1 - 4       | Real Madrid         | 0 - 1  | 1 - 3       |

##### Andata
| Arbitro: | Björn Kuipers |

|                  |           |                               |
| Messi 27’ (rig.) | Marcatori | 32’, 65’, 85’ Mbappé 70’ Kean |

| Arbitro: | Slavko Vinčić |

|  |           |                    |
|  | Marcatori | 53’ Salah 58’ Mané |

| Arbitro: | Carlos del Cerro Grande |

|                      |           |            |
| Taremi 2’ Marega 46’ | Marcatori | 82’ Chiesa |

| Arbitro: | Danny Makkelie |

|                     |           |                            |
| Suso 7’ de Jong 84’ | Marcatori | 19’ Dahoud 27’, 43’ Håland |

| Arbitro: | Felix Brych |

|  |           |            |
|  | Marcatori | 68’ Giroud |

| Arbitro: | Orel Grinfeld |

|            |           |                                                       |
| Correa 49’ | Marcatori | 9’ Lewandowski 24’ Musiala 42’ Sané 47’ (aut.) Acerbi |

| Arbitro: | Tobias Stieler |

|  |           |           |
|  | Marcatori | 86’ Mendy |

| Arbitro: | Artur Soares Dias |

|  |           |                                      |
|  | Marcatori | 29’ Bernardo Silva 65’ Gabriel Jesus |

##### Ritorno
| Arbitro: | Björn Kuipers |

|                             |           |                                  |
| Chiesa 49’, 63’ Rabiot 117’ | Marcatori | 19’ (rig.), 115’ Sérgio Oliveira |

| Arbitro: | Cüneyt Çakır |

|                        |           |                             |
| Håland 35’, 54’ (rig.) | Marcatori | 69’ (rig.), 90+6’ En-Nesyri |

| Arbitro: | Clément Turpin |

|                    |           |  |
| Salah 70’ Mané 74’ | Marcatori |  |

| Arbitro: | Anthony Taylor |

|                   |           |           |
| Mbappé 31’ (rig.) | Marcatori | 37’ Messi |

| Arbitro: | Sergej Karasëv |

|                            |           |  |
| De Bruyne 12’ Gündoğan 18’ | Marcatori |  |

| Arbitro: | Danny Makkelie |

|                                          |           |            |
| Benzema 34’ Ramos 60’ (rig.) Asensio 85’ | Marcatori | 83’ Muriel |

| Arbitro: | Daniele Orsato |

|                                   |           |  |
| Ziyech 34’ Emerson Palmieri 90+4’ | Marcatori |  |

| Arbitro: | István Kovács |

|                                          |           |            |
| Lewandowski 33’ (rig.) Choupo-Moting 73’ | Marcatori | 82’ Parolo |

### Quarti di finale

#### Risultati
| Squadra 1       | Totale      | Squadra 2           | Andata | Ritorno |
| --------------- | ----------- | ------------------- | ------ | ------- |
| Manchester City | 4 - 2       | Borussia Dortmund   | 2 - 1  | 2 - 1   |
| Porto           | 1 - 2       | Chelsea             | 0 - 2  | 1 - 0   |
| Bayern Monaco   | 3 - 3 (gfc) | Paris Saint-Germain | 2 - 3  | 1 - 0   |
| Real Madrid     | 3 - 1       | Liverpool           | 3 - 1  | 0 - 0   |

##### Andata
| Arbitro: | Felix Brych |

|                               |           |           |
| Vinícius 27’, 65’ Asensio 36’ | Marcatori | 51’ Salah |

| Arbitro: | Ovidiu Hațegan |

|                         |           |          |
| De Bruyne 19’ Foden 90’ | Marcatori | 84’ Reus |

| Arbitro: | Antonio Mateu Lahoz |

|                              |           |                               |
| Choupo-Moting 37’ Müller 60’ | Marcatori | 3’, 68’ Mbappé 28’ Marquinhos |

| Arbitro: | Slavko Vinčić |

|  |           |                        |
|  | Marcatori | 32’ Mount 85’ Chilwell |

##### Ritorno
| Arbitro: | Clément Turpin |

|  |           |              |
|  | Marcatori | 90+4’ Taremi |

| Arbitro: | Daniele Orsato |

|  |           |                   |
|  | Marcatori | 40’ Choupo-Moting |

| Arbitro: | Carlos del Cerro Grande |

|                |           |                             |
| Bellingham 15’ | Marcatori | 55’ (rig.) Mahrez 75’ Foden |

| Liverpool 14 aprile 2021, ore 21:00 CEST ← andata | Liverpool     | 0 – 0 (tot.: 1-3) referto | Real Madrid | Anfield (0 spett.)\| Arbitro: \| Björn Kuipers \| |
| Arbitro:                                          | Björn Kuipers |                           |             |                                                   |

### Semifinali

#### Risultati
| Squadra 1           | Totale | Squadra 2       | Andata | Ritorno |
| ------------------- | ------ | --------------- | ------ | ------- |
| Paris Saint-Germain | 1 - 4  | Manchester City | 1 - 2  | 0 - 2   |
| Real Madrid         | 1 - 3  | Chelsea         | 1 - 1  | 0 - 2   |

##### Andata
| Arbitro: | Danny Makkelie |

|             |           |             |
| Benzema 29’ | Marcatori | 14’ Pulisic |

| Arbitro: | Felix Brych |

|                |           |                          |
| Marquinhos 15’ | Marcatori | 64’ De Bruyne 71’ Mahrez |

##### Ritorno
| Arbitro: | Björn Kuipers |

|                 |           |  |
| Mahrez 11’, 63’ | Marcatori |  |

| Arbitro: | Daniele Orsato |

|                      |           |  |
| Werner 28’ Mount 85’ | Marcatori |  |

### Finale
| Arbitro: | Antonio Mateu Lahoz |

|  |           |             |
|  | Marcatori | 42’ Havertz |